# BMW E53
BMW E53 (eller BMW X5) är en SUV, tillverkad av den tyska biltillverkaren BMW mellan 2000 och 2006.
X5:an är BMW:s första och dittills största SUV, främst avsedd för den amerikanska marknaden. Den tillverkades i Spartanburg, South Carolina tillsammans med Z4:an. I motorprogrammet fanns endast raka sexor och V8:or. Modellen delar mycket teknik med BMW 5-seriens E39.
X5:an (och X3:an) kallas av BMW för SAV, Sports Activity Vehicle, och inte SUV. Bilen konkurrerar ändå på SUV-marknaden med till exempel Mercedes M-klass, Porsche Cayenne, Audi Q7, Lexus GX/JX och Volvo XC90.
2004 genomfördes en uppdatering som bland annat inkluderade nya strålkastare och baklyktor, ny grill, uppdaterade motorer, nytt fyrhjulsdriftssystem ("xDrive") och fler lackeringar att välja på.

## Motor
| Modell   | Årsmodell | Motor                    | Cylindervolym | Effekt | Bränslesystem           |
| -------- | --------- | ------------------------ | ------------- | ------ | ----------------------- |
| X5 3.0i  | 2000-06   | M54: 6-cyl radmotor DOHC | 2979 cm³      | 231 hk | Bränsleinsprutning      |
| X5 4.4i  | 2000-03   | M62: 8-cyl V-motor DOHC  | 4398 cm³      | 286 hk | Bränsleinsprutning      |
| X5 3.0d  | 2001-03   | M57: 6-cyl radmotor DOHC | 2926 cm³      | 184 hk | Common rail turbodiesel |
| X5 4.6is | 2002-03   | M62: 8-cyl V-motor DOHC  | 4619 cm³      | 347 hk | Bränsleinsprutning      |
| X5 3.0d  | 2004-06   | M57: 6-cyl radmotor DOHC | 2993 cm³      | 218 hk | Common rail turbodiesel |
| X5 4.4i  | 2004-06   | N62: 8-cyl V-motor DOHC  | 4398 cm³      | 320 hk | Bränsleinsprutning      |
| X5 4.8is | 2004-06   | N62: 8-cyl V-motor DOHC  | 4799 cm³      | 360 hk | Bränsleinsprutning      |